# Elecciones vicepresidenciales de Ecuador de 1854
Elección del vicepresidente constitucional de la república al concluirse el período de Pacífico Chiriboga.

## Candidatos
| Partido | Vicepresidente             | Cargos Previos                      | Votos |
| ------- | -------------------------- | ----------------------------------- | ----- |
| Liberal | Manuel Bustamante del Mazo | Presidente del Senado (1853 - 1854) | 569   |

Fuente:
- No hay datos de los otros candidatos.
- Manuel Bustamante rechazó su elección, por lo que renuncio al cargo el 17 de octubre de 1854.[2]